# Susan Atkins
Susan Denise Atkins o Sadie Mae Glutz (7 de maig de 1948 - 25 de setembre de 2009) fou una assassina convicta i exmembre de la família fundada per Charles Manson. Atkins va inculpar-se de la mort per apunyalament de Sharon Tate i també testificà que havia estat present en els altres assassinats comesos per la família.

## Infància i joventut
Nascuda a San Gabriel (Califòrnia, EUA), Atkins era la mitjana d'una nissaga de tres germans. La seva infància es va caracteritzar per un ambient difícil, ja que els seus pares eren alcohòlics. La seva mare morí quan Atkins tenia tan sols 14 anys.
La malaltia i mort de la seva mare va arruïnar al seu pare, provocant que la família Atkins, que fins aleshores havia tingut un nivell de vida alt, es trobés en una situació de pobresa que va fer augmentar el nivell d'alcoholèmia del pare.
En arribar a l'adolescència, Atkins marxa de casa i es traslladà a San Francisco, on va combinar les feines de venedora de narcòtics amb el de ballarina eròtica. Gràcies a això, va aconseguir un paper en una obra dirigida pel fundador de l'església de Satan Anton Szandor LaVey on feia de vampiresa. Mentre vivia a casa d'uns amics, va conèixer a Charles Manson que tocava solitàriament la guitarra.
Captivada per la seva música, Atkins començà a viatjar amb Manson i la resta de seguidores en un autobús escolar pintat de negre. En aquell moment adoptà el sobrenom de Sadie batejada pel mateix Manson. Atkins assegurava que Manson era Jesús i l'ajudà en la creació de la família en una granja a San Fernando Valley. El 7 d'octubre de 1968, Atkins donà a llum a un nen el que Manson anomena Zezozece Zadfrack. De totes maneres, se sap que Manson no n'era el pare.

## Els assassinats

### El Cas Tate
El 9 d'agost de 1969, Manson va enviar a 4 membres de la família: Charles "Tex" Watson, Patricia Krenwinkel, Linda Kasabian i Susan Atkins, a l'antiga residència del productor musical Terry Melcher, on assassinaren tothom qui hi havia.

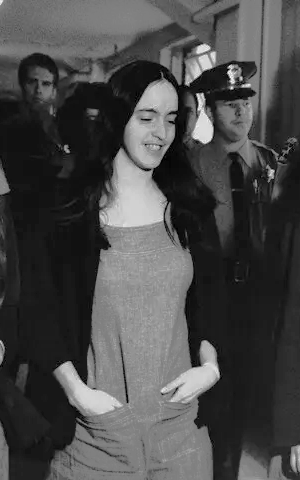
Susan Atkins. Gener de 1971.

Als voltants de mitjanit, els 4 membres arribaren al jardí de la casa del director de cinema Roman Polanski i de la seva dona Sharon Tate. Primer, mataren a Steven Parent, un jove de 18 anys amic del jardiner de Tate, posteriorment moririen Jay Sebring assassinat per Charles "Tex" Watson i al jardí Abigail Folger i Wojciech Frykowski. Susan Atkins va romandre amb Sharon Tate al menjador de la residència on l'actriu va suplicar per la vida del seu fill nonat. Durant el judici Susan Atkins va testificar que a les súpliques de Tate, va respondre «Mira, puta, no em preocupes. No em preocupa si estàs a punt de tenir un fill, moriràs i no tinc cap sentiment envers tu» i posteriorment l'apunyalà fins a la mort. Abans de deixar la casa, Atkins va escriure amb la sang de Sharon Tate la paraula PIG (Porc) a la porta.

### El cas LaBianca
La nit del 10 d'agost de 1969, tan sols una nit després de la mort de Sharon Tate i els seus amics, els membres de la família tornarien a actuar al barri de Los Angeles conegut com Los Feliz. En aquest cas, el propietari d'un supermercat Leno LaBianca i la seva dona Rosemary foren assassinats a casa seva per membres de la família (Charles "Tex" Watson, Patricia Krenwinkel, Leslie Van Houten i la mateixa Susan Atkins.
Susan Atkins i Patricia Krenwinkel apunyalaren 41 vegades a Rosemary LaBianca, 20 d'elles un cop la dona ja era morta.

## Investigació i judici
A pesar que Manson no estava present durant les morts dels cas Tate/LaBianca, va ser declarat culpable de 7 causes d'assassinat i una de conspiració per assassinar el 25 de gener de 1971, per ordenar els assassinats el 29 de març de 1971 i fou sentenciat a la pena de mort.
Susan Atkins i Patricia Krenwinkel foren condemnades per les mateixes causes, igual que Charles "Tex" Watson tot i que en dates diferents degut a problemes amb l'extradició. Igualment, tots ells foren condemnats a morir. La pena capital però, fou automàticament commutada el 1972 per cadena perpètua, quan el tribunal superior de Califòrnia va anul·lar la pena de mort a l'estat i va commutar totes les condemnes a mort per cadena perpètua. Quan es va preguntar als culpables si es penedien dels seus actes ells digueren que no.

## Vida a la presó
Un cop condemnada, va ser empresonada a California Institution for Women a Corona (Califòrnia, EUA). Atkins va perdre la custòdia del seu fill que fou adoptat per una parella que treballava al sistema judicial. El 1977, Atkins va escriure una autobiografia en la que explicava el temps viscut amb Manson i la família i com la presó l'havia reconvertit a la religió. Va estudiar i es va casar dues vegades, el primer matrimoni fou anul·lat, amb un advocat. Posteriorment usà el nom de casada Susan Atkins-Whitehouse.
L'any 1991, Atkins va començar a canviar la seva declaració dels fets i va assegurar que ella havia estat a la casa de Roman Polanski i Sharon Tate, però que no va participar en els assassinats.
Va demanar 11 vegades la llibertat condicional, però la seva petició sempre va ser rebutjada. En la majoria de les audiències (l'any 2000 i l'any 2005 fou representada pel seu marit) va mostrar remordiment i va assegurar que no fou ella l'autora material dels crims. Durant l'audiència de 2003 la germana de Sharon Tate va llegir un comunicat del seu pare en què demanava que no fos alliberada, ja no pels crims comesos sinó per les burles i ofenses que Atkins va cometre durant el judici envers la família de la víctima.
Els funcionaris de la presó on es trobava reclosa la consideraven una presonera model. La denegació de la petició de llibertat condicional de 2005, obligà Atkins a romandre a la presó fins al 2009, on novament li fou denegada la llibertat condicional tot i trobar-se en situació de malalta terminal conseqüència d'un càncer cerebral. La pròxima revisió de la llibertat condicional no estava prevista fins al 2012.
Morí el 25 de setembre de 2009 a causa d'un tumor cerebral.